# Elecciones federales de México de 1861
Las elecciones federales de México de 1861 se llevaron a cabo en dos jornadas, las elecciones primarias el 30 de junio de 1861 y las elecciones secundarias el 15 de julio de 1861, en ellas se eligieron los siguientes cargos de elección popular:
- Presidente de la República . Jefe de Estado y de Gobierno, electo por un periodo de 4 años, con posibilidad de reelección inmediata, para cubrir el periodo 1861 - 1865 y del que tomaría posesión el 1 de diciembre de 1861. El candidato electo fue Benito Pablo Juárez García.

## Presidente
|  | 54.89 % |

|  | 20.64 % |

|  | 19.16 % |

|  | 5.29 % |

|  | 0.01 % |

|  | 0.01 % |

|  | 100.00 % |